# 15316 Okagakimachi
15316 Okagakimachi è un asteroide della fascia principale. Scoperto nel 1993, presenta un'orbita caratterizzata da un semiasse maggiore pari a 2,2912586 UA e da un'eccentricità di 0,1645808, inclinata di 0,76215° rispetto all'eclittica.